# Oxalis virginea
Oxalis virginea is een plant uit de klaverzuringfamilie (Oxalidaceae). De soort werd beschreven door Nikolaus Joseph von Jacquin in 1798. Het is een kleine plant die voorkomt in de provincie Noord-Kaap, in Zuid-Afrika. De plant is zeldzaam, maar is anno 2006 niet bedreigd.
... · 
O. acetosella (Witte klaverzuring) · 
O. corniculata (Gehoornde klaverzuring) · 
O. oregana · 
O. dillenii (Knobbelklaverzuring) · 
O. pes-caprae (Knikkende klaverzuring) · 
O. stricta (Stijve klaverzuring) · 
O. tuberosa (Oca) ·  
...